# Pitchouna Tezi Lelo
Pitchouna Tezi Lelo, née le 31 décembre 1987, alias Pitshou Tezi, est une footballeuse congolaise qui évolue au poste de défenseur. Elle est membre de l'équipe nationale féminine de la RD Congo.

## Carrière
Tezi joue pour la source Brazzaville en République du Congo et pour les Grands Hôtels de Kinshasa en République démocratique du Congo.
Tezi est sélectionné en RD Congo au niveau senior lors du Championnat d'Afrique féminin 2006,,. Elle participe également à l'édition 2012,,.